# Pteroptochos
A Pteroptochos a madarak (Aves) osztályának verébalakúak (Passeriformes) rendjébe, ezen belül a fedettcsőrűfélék (Rhinocryptidae) családjába tartozó nem.

## Rendszerezésük
A nemet Friedrich Heinrich von Kittlitz német ornitológus írta le 1830-ban, az alábbi 3 faj tartozik:
- Pteroptochos castaneus
- feketetorkú törökmadár (Pteroptochos tarnii)
- nagylábú törökmadár (Pteroptochos megapodius)

## Előfordulásuk
Dél-Amerika nyugati részén honosak. Természetes élőhelyeik a mérsékelt övi erdők és cserjések.

## Megjelenésük
Testhosszuk 23-24 centiméter közötti.